# 台灣電視博覽館

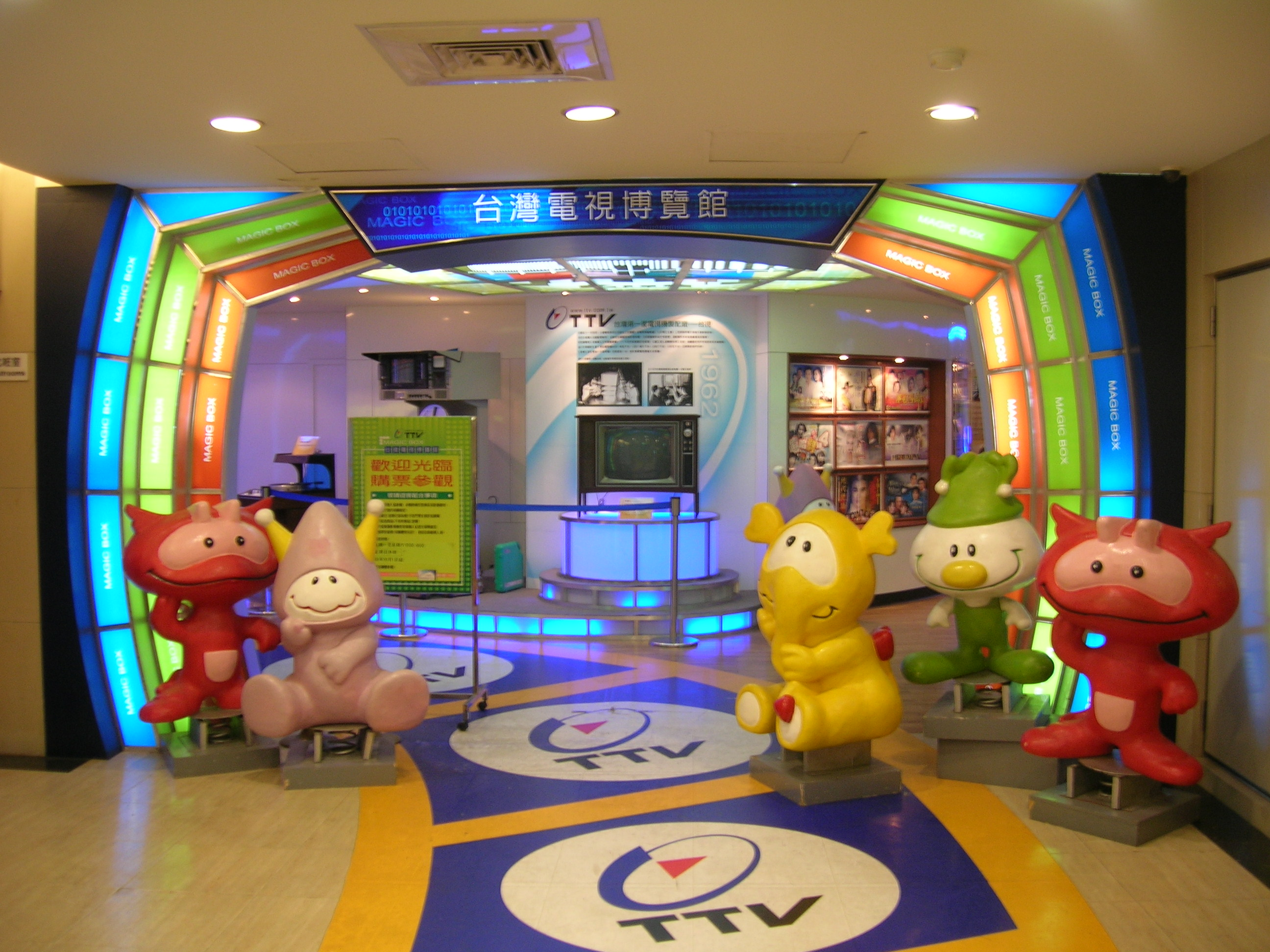
台灣電視博覽館，位於台視中央大樓地下一樓。位於入口處的人偶即為當時台視吉祥物「Lucky Four」。
拍攝於2007年7月7日

台灣電視博覽館是臺灣電視公司（台視）創辦的台灣第二個電視博物館，2004年4月28日開館，2008年1月閉館，是中華民國博物館學會登錄的博物館之一。

## 歷史
2004年4月28日，台視42週年台慶，台灣電視博覽館開館，館務由台視宣傳服務小組規劃執行，館址為台視中央大樓地下一樓，對外開放時間為每星期二至星期五12:00～20:00與每星期六至星期日10:00～18:00；慶祝開館期間，門票特惠價為個人票每人新台幣50元、團體票（限10人以上）每人新台幣40元，每張門票可現場折抵新台幣40元購買紀念品或換取台視吉祥物「Lucky Four」紀念筆1支。開館典禮上，台視董事長賴國洲及總經理鄭優共同主持揭幕，吳宗憲與周幼婷跳恰恰舞，秦楊與石怡潔搭檔台視新聞雙主播。
2006年4月1日10:00～12:00，台視以慶祝44週年台慶名義，透過罕見疾病基金會邀請罕見疾病病友及家屬參觀台灣電視博覽館，名額為25人。
2007年1月3日下午與1月6日下午，媒體識讀教育基金會媒體識讀推廣中心與台灣電視博覽館辦理「靚媒體‧亮媒體—電視識讀體驗日」，兩大活動內容為「參觀台灣電視博覽館」與「媒體識讀專題講座」。
2008年1月，台灣電視博覽館閉館。
2009年6月10日，台視免費出借「台視牌23吋黑白電視機」、「全套2000期完整的台視《電視周刊》」、「3/4吋、1吋、2吋帶錄影機」、「主播讀稿機」、「16釐米新聞攝影機」、「攝影棚內大型攝影機」等台視歷史文物，給國立科學工藝博物館於同年9月5日至10月15日舉辦「台灣電視產業文物雛型展」。